# Malachi Smith
Malachi Knight-Smith (Evansville, Indiana; 6 de diciembre de 1999) es un baloncestista estadounidense que pertenece a la plantilla de los Memphis Hustle de la G League. Con 1,93 metros de estatura, juega en la posición de escolta. Es nieto del exjugador profesional Larry Knight.

## Trayectoria deportiva

### Universidad
Jugó una temporada con los Raiders de la Universidad Estatal Wright, en la que promedió 5,4 puntos, 2,9 rebotes y 1,7 asistencias por partido, Al término de la misma fue incluido en el mejor quinteto freshman de la Horizon League.
Para su segunda temporada fue transferido a los Mocs de la Universidad de Tennessee en Chattanooga, donde tuvo que pasar el año en blanco que imponía la NCAA en la transferencia de jugadores. Allí jugó dos temporadas, en las que promedió 18,6 puntos, 7,6 rebotes y 3,1 asistencias por partido, siendo incluido en ambas temporadas en el mejor quinteto de la Southern Conference, y en la segunda de ellas elegido por los entrenadores y la prensa especializada Jugador del Año de la conferencia. Recibió además el Premio Lou Henson al mejor baloncestista de la División I de la NCAA de entre las conferencias consideradas mid-major.
En su última temporada fue transferido a los Bulldogs de la Universidad Gonzaga, Acabó promediando 8,7 puntos, 3,6 rebotes y 1,4 asistencias saliendo desde el banquillo, y fue elegido mejor sexto hombre de la West Coast Conference.

#### Estadísticas
| Año     | Equipo       | PJ       | PT       | MPP      | %TC      | %3P      | %TL      | RPP      | APP      | ROB      | TPP      | PPP      |
| ------- | ------------ | -------- | -------- | -------- | -------- | -------- | -------- | -------- | -------- | -------- | -------- | -------- |
| 2018–19 | Wright State | 35       | 0        | 15.1     | .435     | .222     | .820     | 2.9      | 1.7      | .8       | .1       | 5.4      |
| 2019–20 | Chattanooga  | Redshirt | Redshirt | Redshirt | Redshirt | Redshirt | Redshirt | Redshirt | Redshirt | Redshirt | Redshirt | Redshirt |
| 2020–21 | Chattanooga  | 25       | 25       | 35.8     | .460     | .383     | .802     | 8.8      | 3.3      | 1.5      | .2       | 16.8     |
| 2021–22 | Chattanooga  | 35       | 34       | 35.4     | .493     | .407     | .827     | 6.7      | 3.0      | 1.7      | .1       | 19.9     |
| 2022–23 | Gonzaga      | 37       | 1        | 20.8     | .536     | .500     | .792     | 3.6      | 1.4      | .9       | .0       | 8.7      |
| Total   | Total        | 132      | 60       | 26.0     | .485     | .410     | .815     | 5.2      | 2.3      | 1.2      | .1       | 12.3     |

### Profesional
Tras no ser elegido en el Draft de la NBA de 2023, disputó las Ligas de Verano de la NBA con los Portland Trail Blazers. El 2 de octubre firmó contrato con la franquicia, pero fue despedido una semana más tarde. El 30 de octubre se incorporaría a los Rip City Remix, el filial de los Blazers en la G League.
El 12 de enero de 2024 fue traspasado a los Wisconsin Herd a cambio de Jazian Gortman.
El 9 de octubre de 2024 fue traspasado a los Memphis Hustle.